# Организация белорусских националистов
Организация белорусских националистов (бел. Арганізацыя беларускіх нацыяналістаў) — белорусская националистическая организация, действовавшая на территории Белорусской ССР в 1940—1950 годах.

## История
Организация белорусских националистов (ОБН) была создана в 1940 году в Варшаве как нелегальная организация. Летом 1941 года перенесла свою деятельность в Белоруссию. По некоторым сведениям, в 1942 году ОБН насчитывала 500 человек.
Во главе организации стоял Центральный комитет. Председатель ЦК ОБН — Янка Станкевич. ОБН вела переговоры с польской подпольной Армией Крайовой о сотрудничестве, «польско-белорусского федерации» и даже о создании белорусско-польских партизанских отрядов. Однако контакты с польским сопротивлением не дали никакого результата.
В 1943 году ОБН вошла в подпольное Белорусское национально-демократическое объединение (БНДА) и была в нём главной силой. Неизвестно, чем конкретно занимались ОБН и БНДА, кроме контактов с поляками. После гибели в декабре 1943 года в Минске Вацлава Ивановского и выезда в Чехию Янки Станкевича, ОБН-БНДА фактически прекратила свое существование. Многие члены организации, которые работали в гражданской администрации и в школах, летом 1944 года уехали на Запад. Те немногие, что остались на родине, могли присоединиться к Движению сопротивления, который организовывала Белорусская независимая партия.